# Borderlands (филм)
Borderlands је амерички научнофантастични филм из 2024. Режију и сценарио потписује Илај Рот по истоименом серијалу Borderlandsвидео-игара који је развио Gearbox Software. Главна улога припала је Кејт Бланчет која тумачи Лилит, одметницу која формира савез са тимом неприлагођених како би пронашла несталу ћерку најмоћнијег човека у универзуму. Ансамблску поделу улога такође чине: Кевин Харт, Џек Блек, Едгар Рамирез, Аријана Гринблат, Флоријан Мунтеану, Џина Гершон и Џејми Ли Кертис.
Премијера је приказана 6. август 2024. у Лос Анђелесу, док је од 9. августа приказиван у биоскопима у Сједињеним Америчким Државама, односно 29. августа у Србији. Добио је негативне рецензије критичара и остварио финансијски неуспех, зарадивши 31,3 милиона долара у односу на буџет од 110—120 милиона.

## Радња
У средишту радње је Лилит (Кејт Бланчет) озлоглашена одметница с тајанственом позадином. Враћа се на своју родну планету, Пандору, у потрази за несталом кћерком негативца из филма, Атласа (Едгар Рамирез). Током свог путовања, Лилит се уједињује са шароликом групом савезника: Роландом (Кевин Харт), врхунским плаћеником; Тајни Тином (Аријана Гринблат), младом стручњакињом за рушење; Танис (Џејми Ли Кертис), неконвенционалном научницом; и роботом Клаптрапом (Џек Блек), познатом по својој оштроумности. Ова еклектична група удружује се како би помогла проналажење нестале девојке, стварајући неочекивану коалицију.

## Улоге
| Глумац            | Улога            |
| ----------------- | ---------------- |
| Кејт Бланчет      | Лилит            |
| Кевин Харт        | Роланд           |
| Џек Блек          | Клаптрап         |
| Едгар Рамирез     | Деукалијан Атлас |
| Аријана Гринблат  | Тајни Тина       |
| Флоријан Мунтеану | Криг             |
| Џина Гершон       | Мад Мокси        |
| Џејми Ли Кертис   | др Патриша Танис |